# Jaszkowa Dolna

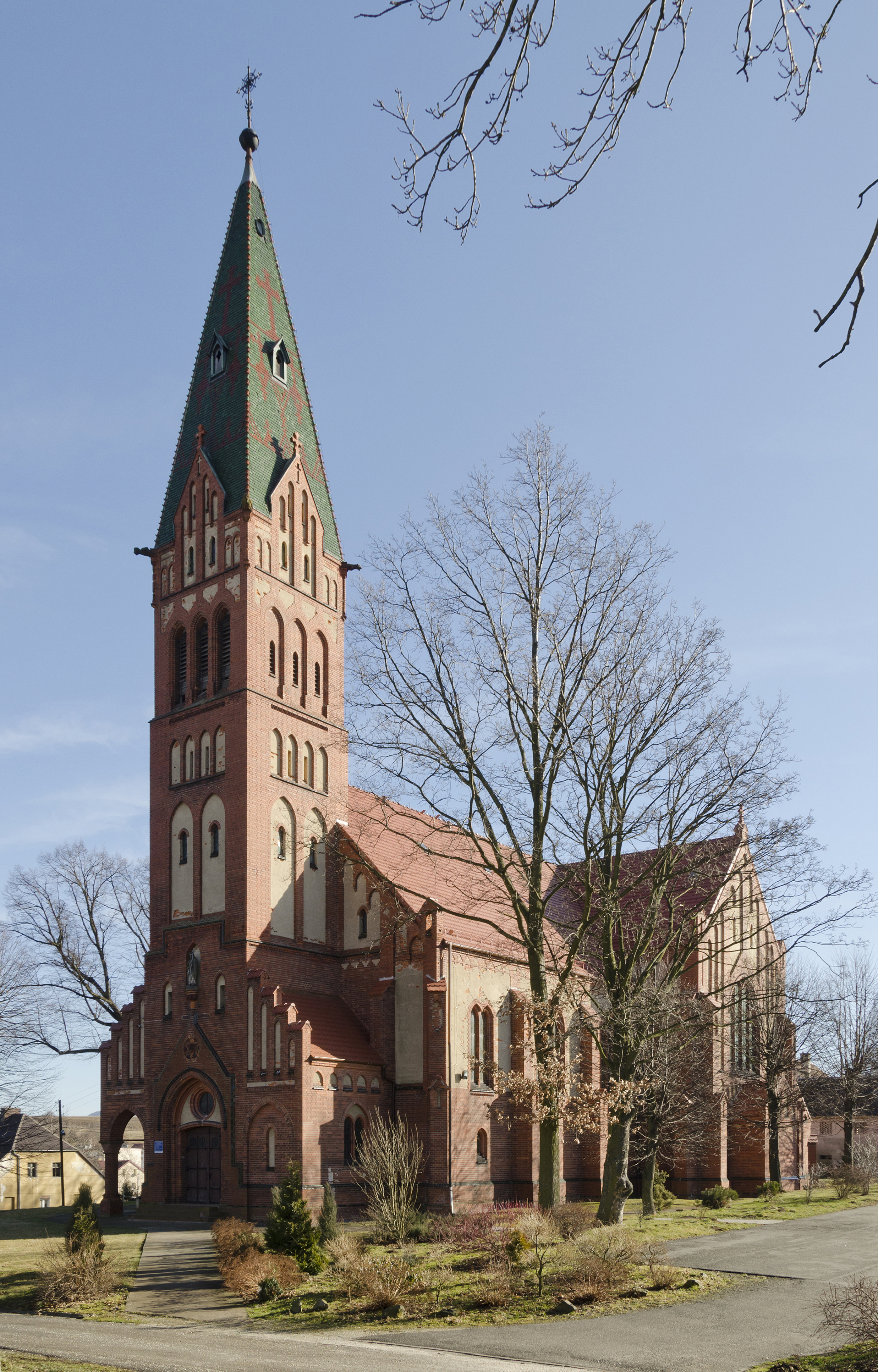
Pfarrkirche St. Johannes der Täufer

Jaszkowa Dolna (deutsch: Niederhannsdorf; tschechisch Dolní Henice) ist ein Ort in der Landgemeinde Kłodzko im Powiat Kłodzki der Wojewodschaft Niederschlesien in Polen. Es liegt drei Kilometer südöstlich von Kłodzko (Glatz).

## Geographie
Jaszkowa Dolna liegt am Hannsdorfer Wasser (Jaszkówka), das im Reichensteiner Gebirge entspringt und einen rechten Nebenfluss der Glatzer Neiße bildet. Östlich liegt der Steinberg (Kamieńsko). Nachbarorte sind Jaszkówka (Neuhannsdorf) im Norden, Podzamek (Neudeck) im Nordosten, das wüstgefallene Gajek (Hain) im Osten, Jaszkowa Górna (Oberhannsdorf) und Droszków (Droschkau) im Osten, Ołdrzychowice Kłodzkie (Ullersdorf) im Südosten, Marcinów (Märzdorf) im Süden, Krosnowice (Rengersdorf) im Südwesten und Kłodzko im Nordwesten.

## Geschichte
Niederhannsdorf ist eines der ältesten Dörfer im Glatzer Land, mit dem es die Geschichte seiner politischen und kirchlichen Zugehörigkeit von Anfang an teilte. Es wurde 1320 erstmals erwähnt und besaß damals schon eine Pfarrkirche und vor 1466 ein Freirichtergut, das später eingegangen ist.
Das Dorf bestand zunächst aus mehreren Anteilen, die zumeist verschiedene Besitzer hatten. Zu diesen gehörten die Familien Schaffgotsch, Zischwitz (Tschischwitz), Kober u. a. Ende des 18. Jahrhunderts waren es drei Anteile. Der größere gehörte (nach 1742) dem königlich-preußischen Kommissionsrat Christoph Bernhard, der zweite der Stadt Glatz. Der dritte Anteil war ein Freibauerngut, das 1724 an den Reichsgrafen Franz Anton von Götzen gelangte, der es mit seiner Herrschaft Oberhannsdorf verband. Über dessen Sohn Johann Joseph von Götzen kam dieser Anteil 1780 an Anton Alexander von Magnis auf Eckersdorf, bei dessen Nachkommen er bis zur Enteignung 1945 verblieb.
Nach dem Ersten Schlesischen Krieg 1742 und endgültig mit dem Hubertusburger Frieden 1763 fiel Niederhannsdorf zusammen mit der Grafschaft Glatz an Preußen. Nach der Neugliederung Preußens gehörte es seit 1815 zur Provinz Schlesien und war ab 1816 dem Landkreis Glatz eingegliedert, mit dem es bis 1945 verbunden blieb. 1939 wurden 1300 Einwohner gezählt.
Als Folge des Zweiten Weltkriegs fiel es 1945 wie fast ganz Schlesien an Polen und wurde in Jaszkowa Dolna umbenannt. Die deutsche Bevölkerung wurde – soweit sie nicht schon vorher geflohen war – vertrieben. Die neu angesiedelten Bewohner waren teilweise Zwangsumgesiedelte aus Ostpolen, das an die Sowjetunion gefallen war. 1975–1998 gehörte Jaszkowa Dolna zur Woiwodschaft Wałbrzych (Waldenburg).

## Sehenswürdigkeiten
- Die römisch-katholische Pfarrkirche St. Johannes der Täufer (Kościół Św. Jana Chrzciciela) wurde 1903–1905 nach Entwurf des Architekten Ludwig Schneider im Stil der Neugotik errichtet. Sie enthält eine reiche Ausstattung. Die Bleiglasfenster lieferte der Münchner Hofglasmaler Franz Xaver Zettler. Das Altargemälde des Kirchenpatrons schuf der Tiroler Historienmaler Wilhelm von Wörndle, die Kreuzweggemälde der in München tätige Oswald Völkel aus Schlegel.
- Die heutige Begräbniskirche Heiliges Sakrament (Kaplica cmentarna Najświętszego Sakramentu) war die bereits 1320 erwähnte Vorgängerkirche, die gotische Saalkirche. Sie wurde 1659 und 1793 barockisiert. 1893 wurde sie durch einen Blitzschlag so schwer beschädigt, dass das Langhaus im Jahre 1900 abgetragen werden musste. Erhalten blieb der Chorraum mit Kreuzrippengewölbe, der nach Westen durch eine Mauer abgeschlossen wurde und zugleich einen Dachreiter erhielt. Seither dient der vormalige Chorraum als Begräbniskapelle. Das Portal mit Wappenkartusche und der Jahreszahl 1659 stammt ebenfalls aus der Vorgängerkirche.
- Die Begräbniskirche ist von einer Mauer mit gotischem Torbau umgeben.

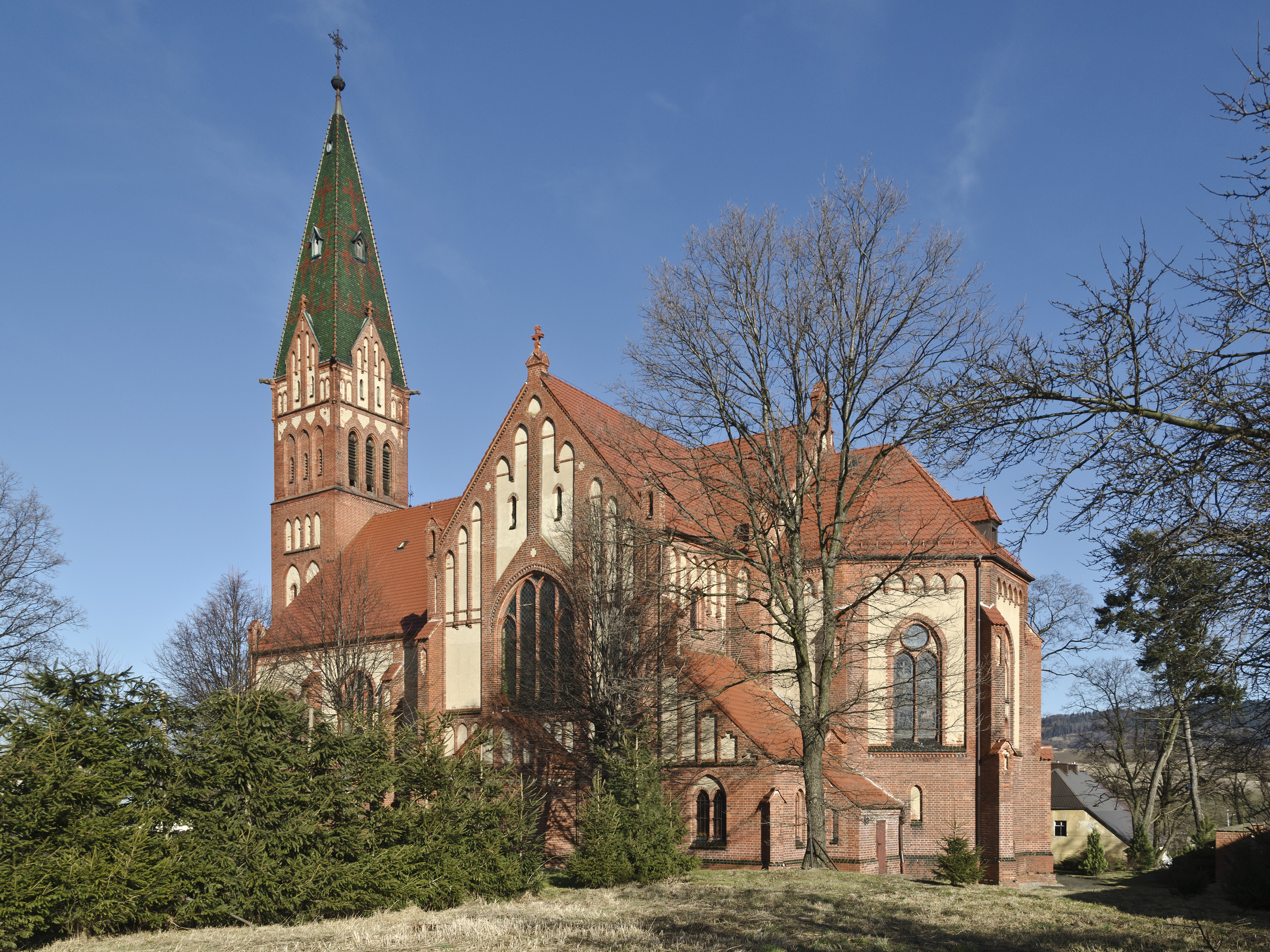
St. Johannes Baptist
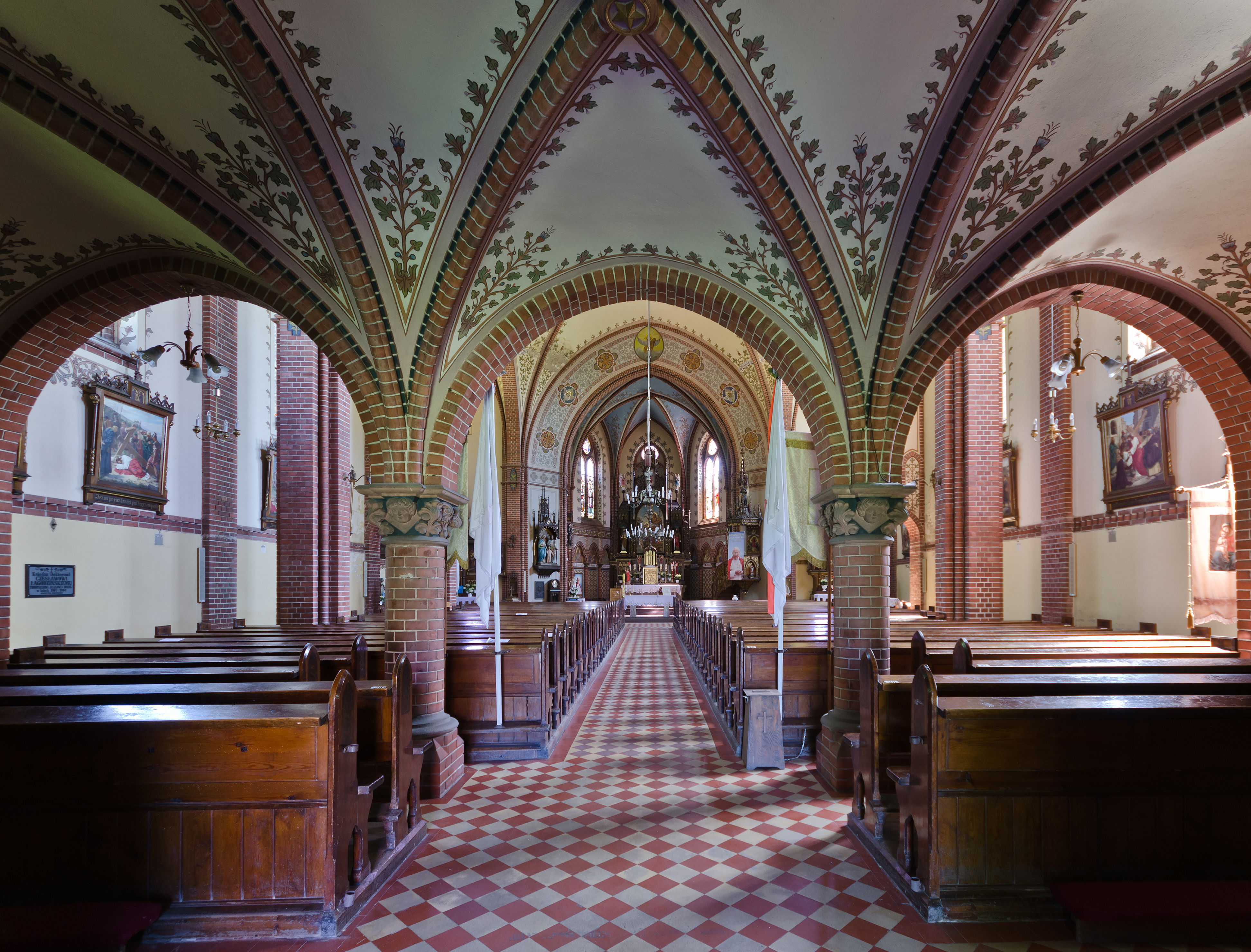
Im Inneren von St. Johannes Baptist
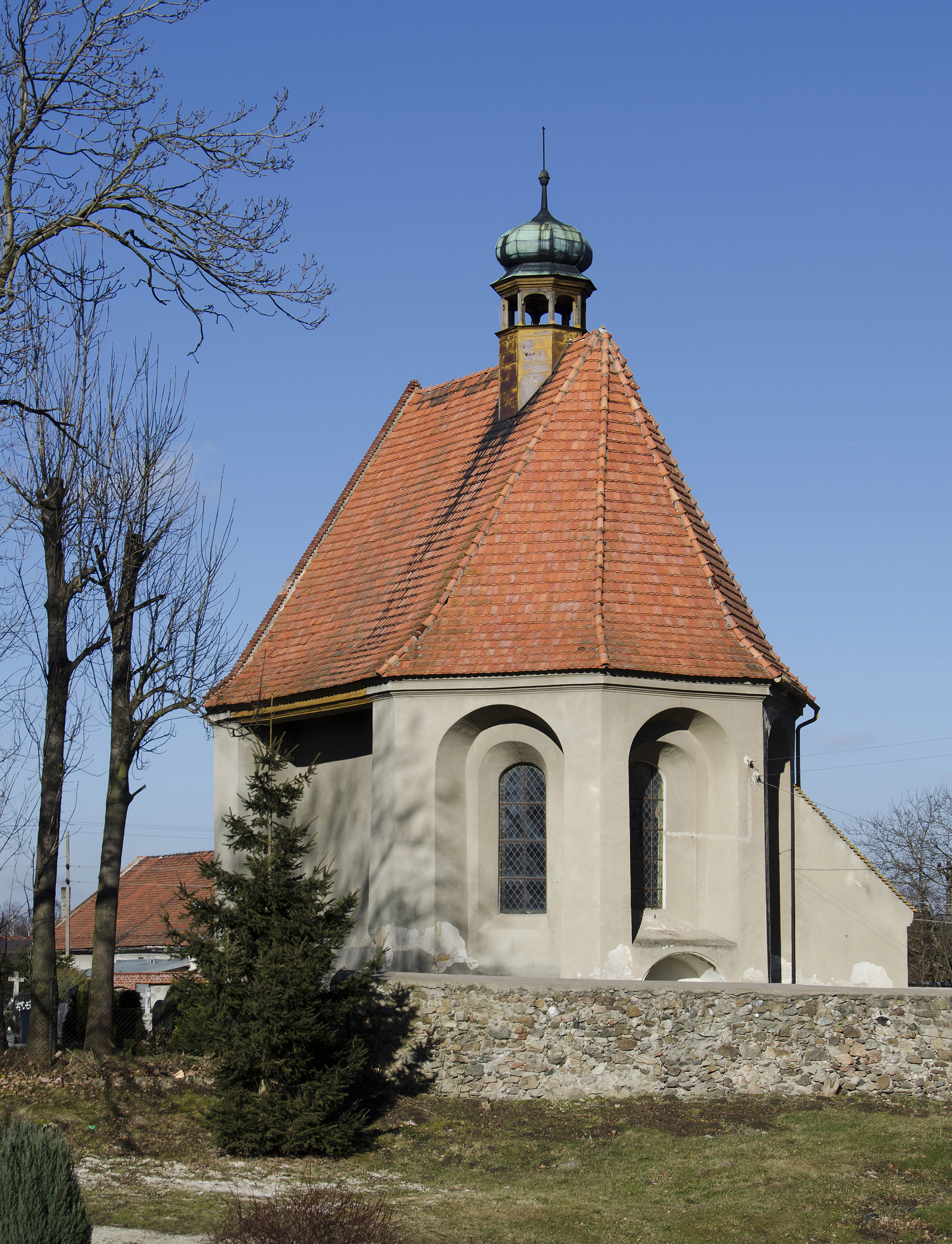
Die Begräbniskapelle
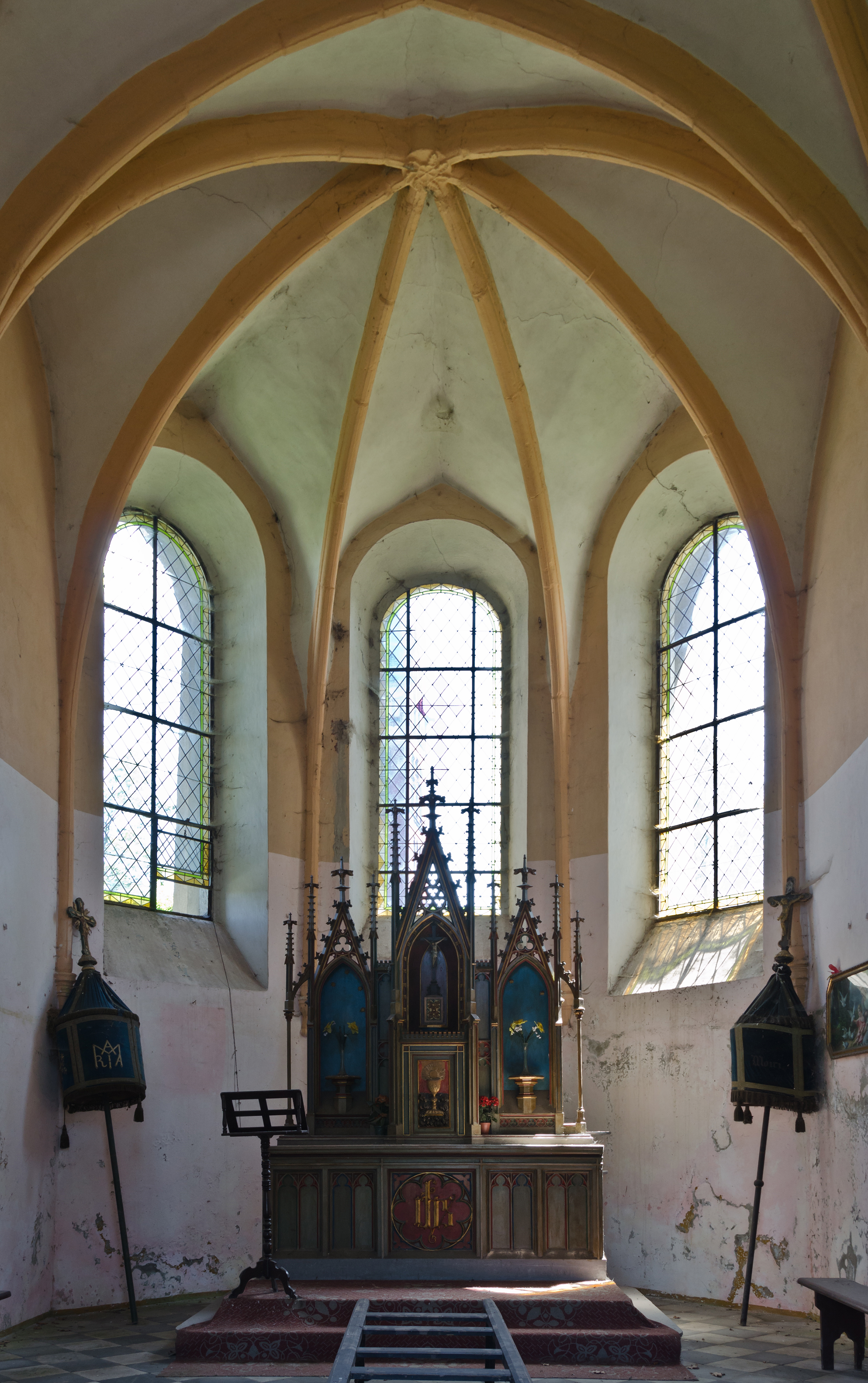
Im Inneren der Begräbniskapelle

## Persönlichkeiten
- Wilhelm Hohaus (1844–1909), deutscher Theologe, Pädagoge und Heimatforscher. Von 1901 bis 1909 Großdechant Grafschaft Glatz sowie Generalvikar
- Helmut Poppe (1926–1979), Generalleutnant der Nationalen Volksarmee